# Donald Hunsberger
Donald Ross Hunsberger (Souderton (Pennsylvania), 2 augustus 1932 – 5 november 2023) was een Amerikaans componist, muziekpedagoog en dirigent.

## Levensloop
Hunsberger deed zijn studies aan de Eastman School of Music in Rochester, New York, onder andere voor trombone bij Emory Remington, en behaalde zijn Bachelor of Music in 1954, zijn Master of Music in 1959 en zijn Doctor of Musical Art in 1963. 
Van 1954 tot 1958 was hij solo-trombonist en arrangeur van de United States Marine Band «The President's Own» in Washington, D.C.. In 1959 werd hij docent voor muziektheorie, orkestratie en diepe koperinstrumenten aan de State University of New York in Potsdam, New York. In 1965 werd hij als professor aan de Eastman School of Music benoemd en eveneens werd hij dirigent van het befaamde Eastman Wind Ensemble. In deze functie bleef hij tot 2001 en heeft met dit Ensemble vele concertreizen naar Japan, het Verenigd Koninkrijk en Zuidoost Azië gedaan. Met verschillende plaatenlabels nam hij muziek in Quadrophonie- en digitale techniek op. Het album Carnaval, met niemand minder dan Wynton Marsalis als cornet- en trompetsolist, werd in 1987 voor een Grammy Award genomineerd. Grote waardering kreeg hij voor de interpretatie van Joseph Schwantners ...and the mountains rising nowhere ook buiten de harmoniewereld. Hunsberger is bekend door de interpretatie van hedendaagse authentieke muziek voor harmonieorkest, door de permanente verbetering van de dirigeerpraktijk en het gebruik van de omvangrijke mogelijkheden die het harmonieorkest in de tegenwoordige vorm te bieden heeft. 
Naast zijn eigen composities heeft hij ook klassieke werken voor harmonieorkest bewerkt, zo onder andere Rhapsody in Blue van George Gershwin, Toccata and Fugue in d-klein, BWV 565 en Passacaglia and Fugue in c-klein  van Johann Sebastian Bach, Variations on "Le Carnaval de Venise", van Jean-Baptiste Arban, Moto perpetuo, op. 11 van Nicolo Paganini, Flight of the Bumblebee uit de opera Tsar Saltan van Nikolaj Rimski-Korsakov, Festive Overture, op. 96  en Galop van Dmitri Sjostakovitsj, Overture to "Colas Breugnon", van Dmitri Kabalevski,  Variations for Wind Band, van Ralph Vaughan Williams, Quiet City, van Aaron Copland, Napoli-Canzone - Napolitana con Variazione, van Hermann Bellstedt, Sonata, voor trompet en harmonieorkest van Kent Kennan, Concerto, voor piano en harmonieorkest (1966), van Verne Reynolds, Star Wars Trilogy van John Williams en Meditation No. 2, van Leonard Bernstein.
Vanuit zijn ervaring heeft hij verschillende boeken en bijdragen in vakmagazines geschreven. Hij wordt beschouwd als een in de harmoniewereld bekend vakman voor het dirigeren, programmeren en interpreteren van de bijzondere klank van het harmonieorkest.
Hunsberger overleed op 91-jarige leeftijd in november 2023.

## Composities

### Werken voor orkest
- for Multiple Trumpets and Orchestra

### Werken voor harmonieorkest
- 1961 Echo's of the 1860's
- 1964 Cante Hondo
- Carmen Fantasia
- Dancin’ into the ‘20s
- Folk Legend
- Tis the Last Rose of Summer, voor trompet solo en harmonieorkest
- Under Gypsy Skies, voor 2 solo trompetten, piano en slagwerk

## Publicaties
- Donald R. Hunsberger: Repertoire for Wind Conductors. in: The Instrumentalist, September 1977.
- Donald R. Hunsberger: Memories of Emory Remington in: The Instrumentalist, March 1992.
- Donald R. Hunsberger: The Wind Band and its Repertoire. Warner Brothers. 260 p.
- Donald R. Hunsberger en  Frank J. Cipolla: The Wind Ensemble and its Repertoire - Essays on the Fortieth Anniversay of the Eastman Wind Ensemble. University of Rochester Press. 328 p. 1997. ISBN 1878822462
- Donald R. Hunsberger en Roy E. Ernst: Art of Conducting. Alfred A. Knopf, New York en McGraw-Hill Education-Europe, UK 2REV ED. 2nd Edition, 1992. 384 p. ISBN 0070313261